# Cymbiola imperialis
Cymbiola imperialis is een slakkensoort uit de familie van de Volutidae. De wetenschappelijke naam van de soort is voor het eerst geldig gepubliceerd in 1786 door Lightfoot.

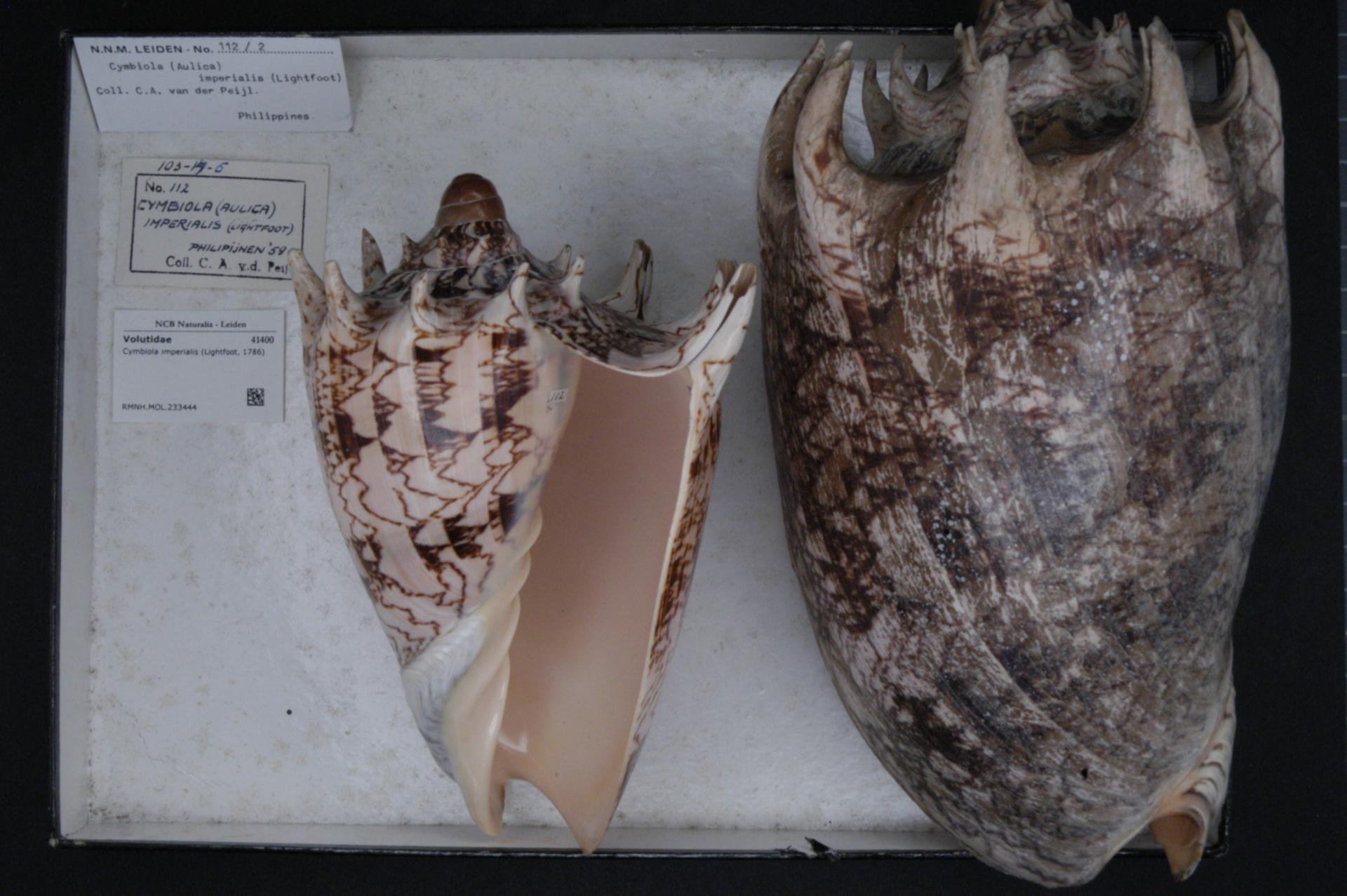
Cymbiola imperialis (Lightfoot, 1786), museumexemplaren Naturalis.